# 츠키카게 유리
츠키카게 유리(일본어: 月影 ゆり 문채희)는 《하트캐치 프리큐어!》에 등장하는 가공의 인물이다. 애니메이션에서 목소리를 연기한 성우는 일본판은 히사카와 아야, 한국판은  김민정으로, 프리큐어 시리즈 최초의 고등학생 프리큐어이다. 

## 프로필
※ 일본판 / 한국판 順
| 츠키카게 유리 / 문채희 | 츠키카게 유리 / 문채희        |
| ---------------------- | ----------------------------- |
| 성별                   | 여자                          |
| 신분                   | 학생                          |
| 소속                   | 사립 명당 학원 고등부         |
| 가족관계               | 어머니                        |
| 변신명                 | 큐어 문라이트(Cure Moonlight) |
| 퍼스널 컬러            | 은색                          |
| 속성                   | 달                            |
| 등장 프리큐어 시리즈   | 하트캐치 프리큐어!            |

## 인물소개
사립 명당 학원 고등부 2학년생으로 하나사키 츠보미 일행의 선배이다. 외관은 보랏빛 긴 생머리의 다소 창백한 피부에 안경을 걸치고 있다. 머리가 좋고 항상 전교 1등을 놓치지 않는 수재. 쿠루미 에리카의 언니 모모카와는 단짝친구로, 모델 일때문에 학교에 자주 못 나오는 모모카에게 따로 공부를 가르쳐주기도 한다.
1화에서 하나사키 츠보미의 꿈 속에 나타난 선임 프리큐어 큐어 문라이트로 프리큐어로서 각성은 본 작품 시작전부터지만 1화에서 다크 프리큐어와의 전투 패배 이후 한동안 변신능력을 잃어버렸으나 33화에서 마음의 포트의 힘에 의해 재각성하며 부활한다.
식물학자인 아버지가 '마음의 나무'를 찾아 나섰다 행방불명이 되어, 지금은 어머니와 단 둘이 산다. 가장 선배답게 무척 침착하고 어른스러우며 이지적이고 신비한 성격이지만, 어딘가 슬픈 표정을 띠고 있는 일이 많다. 차가워보이지만 본래는 눈물많고 맘여리고 따뜻하고 상냥한 성격.
아버지가 실종 된 이후에 바로 프리큐어로 각성했다. 파트너였던 요정 코롱을 잃은 탓에 꽤 우울하고 다소 차가운 인상을 보였으나, 점점 츠보미와 에리카에게 마음의 문을 열며, 트라우마를 씻어낸다. 이후에는 선배로서 충고와 조언을 많이 해준다. 맨몸으로 스낫키를 상대하고, 다크 프리큐어의 일격에도 막아낼 정도로 변신 전의 신체능력도 대단히 뛰어나다.
== 사막의 사도와의 관계 = 그 수장인 듄이 자신의 아버지를 납치하여 사바쿠 박사로 세뇌시켜 만들고 결국 아버지가 자신을 구하기 위해 자폭하게 되자 아버지의 원수인 듄을 증오하게 되면서 완전한 적대관계를 넘어서 불구대천의 원수지간이 되었다.

## 큐어 문라이트
"달빛에 빛나는 한 송이의 꽃, 큐어 문라이트!" (일본어: 月光に冴える一輪の花、キュアムーンライト！) 이미지 색은 은색.
작중 첫 번째 프리큐어이자, 가장 마지막으로 팀에 합류한 4번째 멤버. 프리큐어 시리즈로는 최초의 '고등학생 프리큐어'이기도 하다.
다른 3명을 웃도는 큰 키에, 격이 다른 세련된 디자인, 변신 시 파트너 요정이나 마음의 향수의 도움이 없어도 되며, 변신 뱅크 또한 다른 3명과 달리 정적이고 스피디하게 진행되는 것이 특징이다. 결정대사는 "모두의 마음이 하나가 될 때까지, 난 계속해서 싸우겠어!"(일본어: 全ての心が満ちるまで、私は戦い続ける！)
변신 후 복장의 기본 테마색은 은색과 남색으로, 변신 전의 어두운 보라색 머리에서 연보라색으로 바뀌며, 앞머리 왼쪽이 초승달처럼 거꾸로 선 것이 특징. 어깨에 천사 날개같은 장식으로 되어있으며, 허리에 검은색 리본이 있다. 스커트도 앞은 짧고 뒤로 갈수록 길어지는 트레인의 롱 드레스 형태를 띠운다. 오른손에만 연한 남색의 손장갑이 끼워져있고, 엠블럼은 왼쪽 가슴팍에 리본 대신 푸른 장미에 박혀있다. 왼쪽 허리 부분에 달고 있던 마음의 향수 캐리는 변신 아이템이 바뀌면서 사라졌다.
전투 스타일은 선배이고 최연장자답게, 작전을 짜거나 전술 지휘를 내리는 팀에 사령탑을 담당한다. 전투력은 다른 멤버보다 비교할 수 없을정도로 높으며, 다크브레이슬릿의 힘으로 강화된 데저트리언이나 3간부를 압도하고, 다크 프리큐어와는 팽팽하게 싸울 정도로 대단히 뛰어나다.
기술
- 문라이트 리플렉션
- 문라이트 실버 임팩트

필살기
- 프리큐어 실버 포르테 웨이브[4]
- 프리큐어 플로럴 파워 포르티시모